# Wapen van Zwartsluis

Het wapen van Zwartsluis

Het wapen van Zwartsluis werd op 3 februari 1899 per Koninklijk Besluit door de Hoge Raad van Adel aan de Overijsselse gemeente Zwartsluis bevestigd. Vanaf 2001 is het wapen niet langer als gemeentewapen in gebruik omdat de gemeente Zwartsluis opging in de gemeente Zwartewaterland. In het wapen van Zwartewaterland is het wapen van Zwartsluis opgenomen.

## Blazoenering
De blazoenering van het wapen luidt als volgt:
Geschaakt van zilver en keel in vijf rijen, iedere rij van vijf vakken.
De heraldische kleuren in het wapen zijn zilver (wit) en keel (rood).

## Verklaring

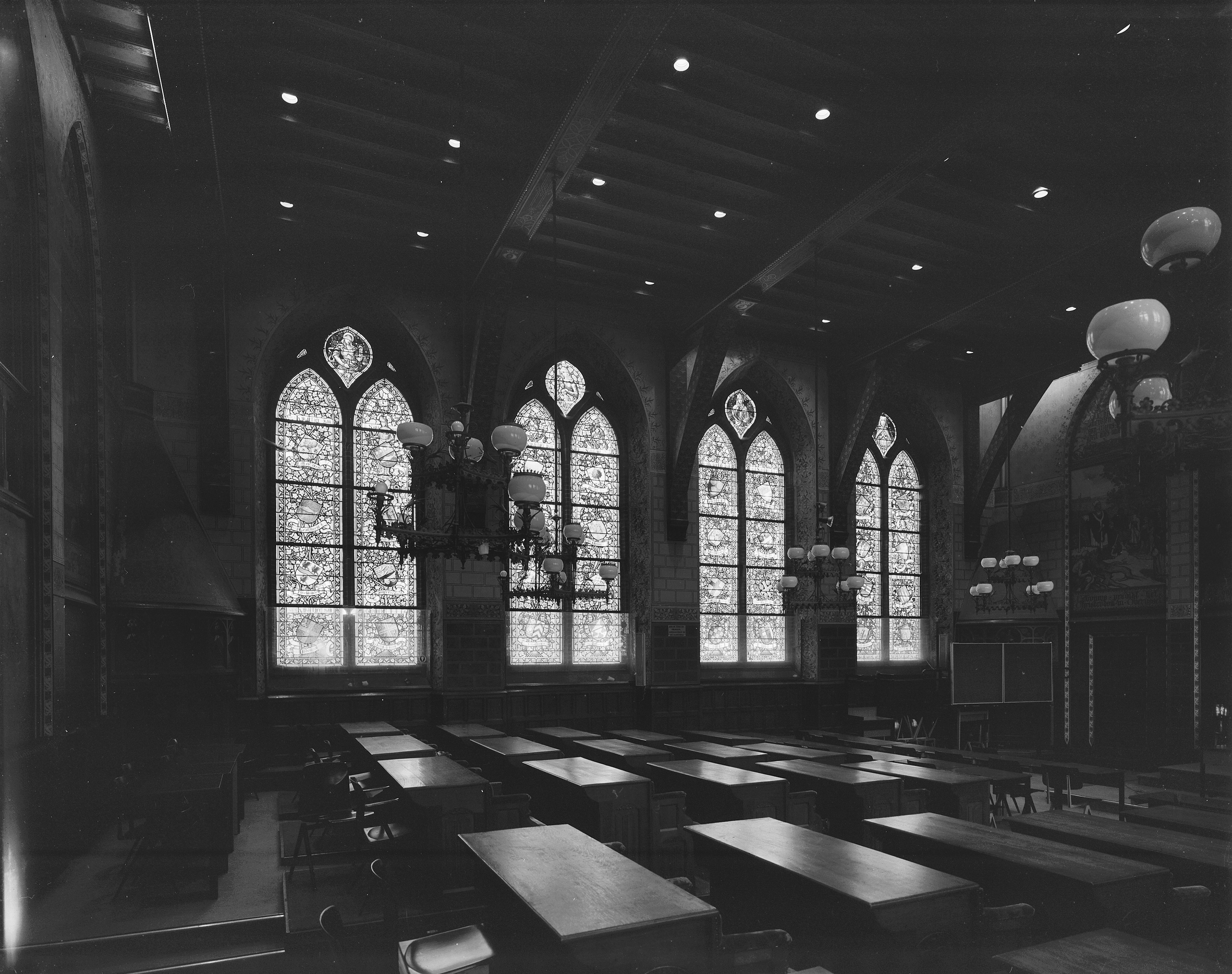
De glas in loodramen in het voormalige provinciehuis in Zwolle

De bouw van een nieuwe vergaderzaal voor de Staten van Overijssel eind 19e eeuw, waarin wapens van gemeenten opgenomen zouden worden in de ramen, leidde tot een (formele) aanvraag van een eigen wapen. Het verhaal gaat dat het wapen is ontstaan nadat een schans werd veroverd omdat twee officieren een schaakspel speelden en zo niet op de verdediging zaten te letten. Overigens is het wapen in de Statenzaal abusievelijk weergegeven als zilver en zwart i.p.v. rood.

## Verwante wapens

Wapen van Zwartewaterland